# Prémio Stirling
O Royal Institute of British Architects Stirling Prize é um prêmio britânico para a excelência em arquitectura. Tem este nome em homenagem a James Stirling (1926-1982), organizador do Royal Institute of British Architects (RIBA). Os laureados pelo Prêmio Stirling recebem a quantia de GB£ 20,000.
O prêmio foi fundado em 1996, e é considerado como um dos mais prestigiosos prêmios da arquitectura no Reino Unido. 